# 岡本久敬
岡本 久敬（おかもと ひさたか、1933年12月14日 - ）は日本出身の元サッカー選手。

## 来歴
選手時代は主に関西学院大学で活躍。全関学（現役、OBを含めた混成チーム）の一員として1953年、1955年の全日本サッカー選手権大会 （後の天皇杯全日本サッカー選手権大会）優勝に貢献した。
日本代表としては1955年1月の東南アジア遠征、1月2日のビルマで代表デビューを果たした。その年、国際Aマッチ5試合に出場した。

## 所属クラブ
- 神戸三中[1]
- 長田高[1]
- 関西学院大学/全関学
- 湯浅電池[1]
- 日立本社[1]

## 代表歴

### 試合数
- 国際Aマッチ 5試合 0得点(1955)

| 日本代表 | 国際Aマッチ | 国際Aマッチ | その他 | その他 | 期間通算 | 期間通算 |
| 年       | 出場        | 得点        | 出場   | 得点   | 出場     | 得点     |
| -------- | ----------- | ----------- | ------ | ------ | -------- | -------- |
| 1955     | 5           | 0           | 6      | 1      | 11       | 1        |
| 通算     | 5           | 0           | 6      | 1      | 11       | 1        |

### 出場
| No. | 開催日         | 開催都市   | スタジアム   | 対戦相手 | 結果 | 監督     | 大会         |
| --- | -------------- | ---------- | ------------ | -------- | ---- | -------- | ------------ |
| 1.  | 1955年01月02日 | ラングーン |              | ビルマ   | △1-1 | 竹腰重丸 | 国際親善試合 |
| 2.  | 1955年01月05日 | ラングーン |              | ビルマ   | ●0-3 | 竹腰重丸 | 国際親善試合 |
| 3.  | 1955年01月08日 | ラングーン |              | ビルマ   | △1-1 | 竹腰重丸 | 国際親善試合 |
| 4.  | 1955年01月11日 | ラングーン |              | ビルマ   | ○1-0 | 竹腰重丸 | 国際親善試合 |
| 5.  | 1955年10月09日 | 東京都     | 後楽園競輪場 | ビルマ   | △0-0 | 竹腰重丸 | 国際親善試合 |